# Smolensk
Smolensk (en russe : Смоленск) est une ville de Russie et la capitale de l'oblast de Smolensk. Sa population s'élevait à 320 170 habitants en 2021. Cette ville fortifiée fut détruite plusieurs fois durant l'Histoire, par Napoléon et par Hitler. Elle reçut le titre de ville héros en 1985.

## Géographie

### Situation
Smolensk se trouve sur le Dniepr dans l'ouest du pays, près de la frontière biélorusse, à 369 km au sud-ouest de Moscou. Smolensk se trouve à proximité de la ligne de partage des eaux entre le bassin hydrographique de la mer Baltique, et le bassin de la mer Noire.

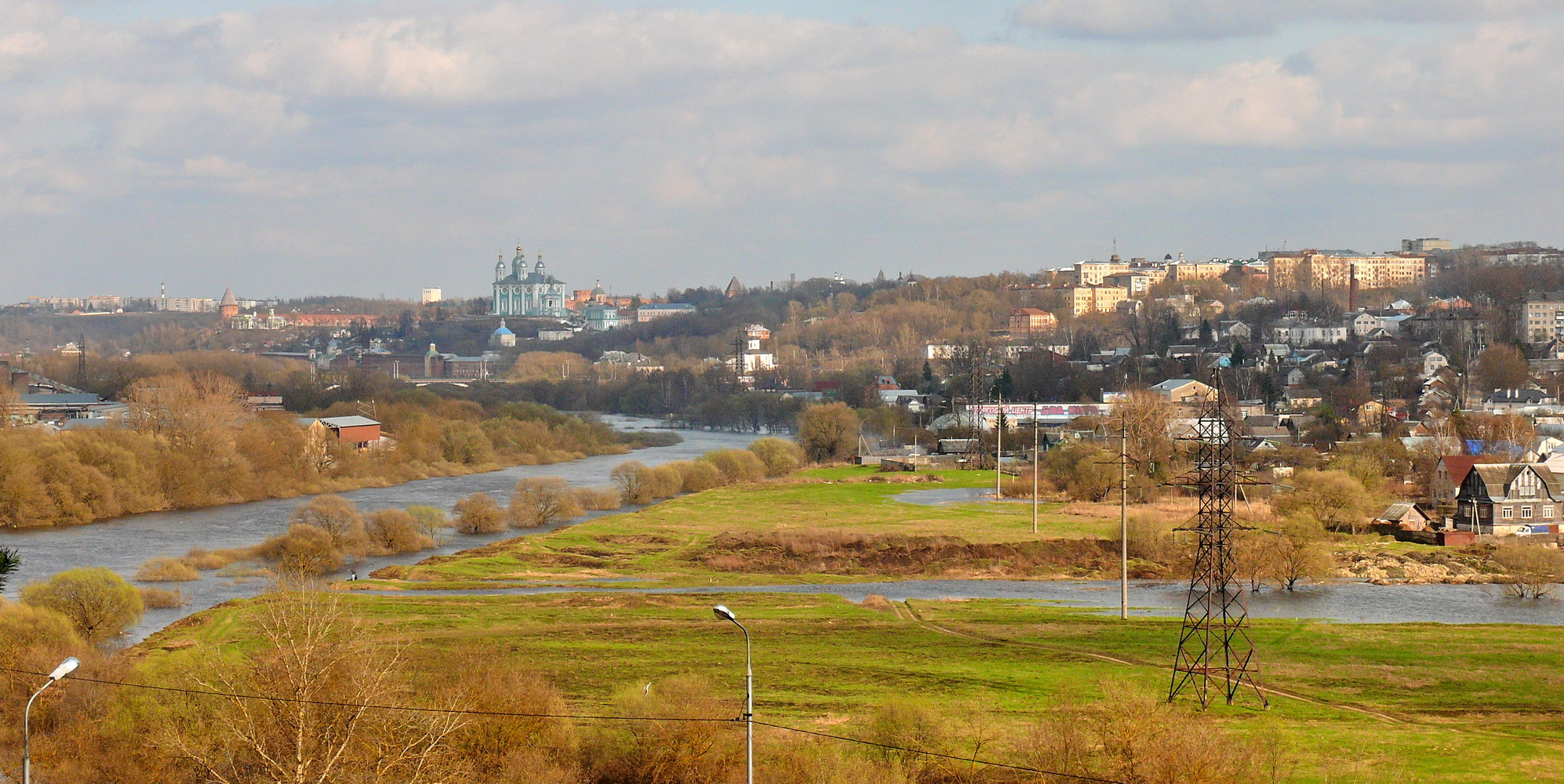
Le Dniepr et Smolensk à l'arrière plan.

### Climat
Smolensk bénéficie d'un climat de type continental humide caractérisé par de forts contrastes thermiques entre l'hiver et l'été. La neige recouvre le sol en moyenne 137 jours par an de la mi-novembre à début avril. La hauteur de neige atteint en moyenne 27 cm en février (la valeur maximum est de 76 cm). Les précipitations (721 mm par an) sont particulièrement importantes durant l'été.
- Température record la plus froide : −37,9 °C (janvier 1956)
- Température record la plus chaude : 37,2 °C (6 août 2010)
- Nombre moyen de jours avec de la neige dans l'année : 115
- Nombre moyen de jours de pluie dans l'année : 162
- Nombre moyen de jours avec de l'orage dans l'année : 28
- Nombre moyen de jours avec du blizzard dans l'année : 25

| Mois                              | jan. | fév. | mars | avril | mai  | juin | jui. | août | sep. | oct. | nov. | déc. | année |
| --------------------------------- | ---- | ---- | ---- | ----- | ---- | ---- | ---- | ---- | ---- | ---- | ---- | ---- | ----- |
| Température minimale moyenne (°C) | −9,9 | −9   | −4,2 | 2,3   | 7,2  | 10,9 | 11,9 | 11,1 | 6,3  | 1,9  | −3,4 | −7,3 | 1,5   |
| Température moyenne (°C)          | −7,3 | −6,5 | −1,9 | 5,7   | 12,2 | 15,9 | 17,1 | 15,8 | 10,5 | 4,8  | −1,2 | −5,1 | 5     |
| Température maximale moyenne (°C) | −4,1 | −2,4 | 3,2  | 11,1  | 17,8 | 21,1 | 22   | 21,2 | 15,4 | 8,6  | 1,6  | −2,2 | 9,4   |
| Précipitations (mm)               | 44   | 38   | 40   | 41    | 56   | 88   | 100  | 69   | 77   | 58   | 56   | 54   | 721   |

## Histoire
Smolensk fut véritablement citée pour la première fois en 863. Sa position dans le Rus' de Kiev (principauté de Kiev) le long de la route du commerce en provenance de la mer Baltique vers Constantinople (route commerciale des Varègues aux Grecs, un volok se trouve non loin de Smolenk, à Gnëzdovo (ru)) l'éleva assez tôt au rang de ville commerciale. Plus tard, les relations commerciales s'étendirent également à la Hanse. Au XIIe siècle, Smolensk était la capitale d'une principauté indépendante de Russie et développa une activité commerciale et culturelle importante, comme en témoignent au XIIIe siècle la vie d'Abraham de Smolensk et la chronique qui en fut tirée. Elle fut pillée par les Tataro-Mongols en 1238 et comptait, avant le sac de la ville, 40 000 habitants, ce qui était considérable pour l'époque.

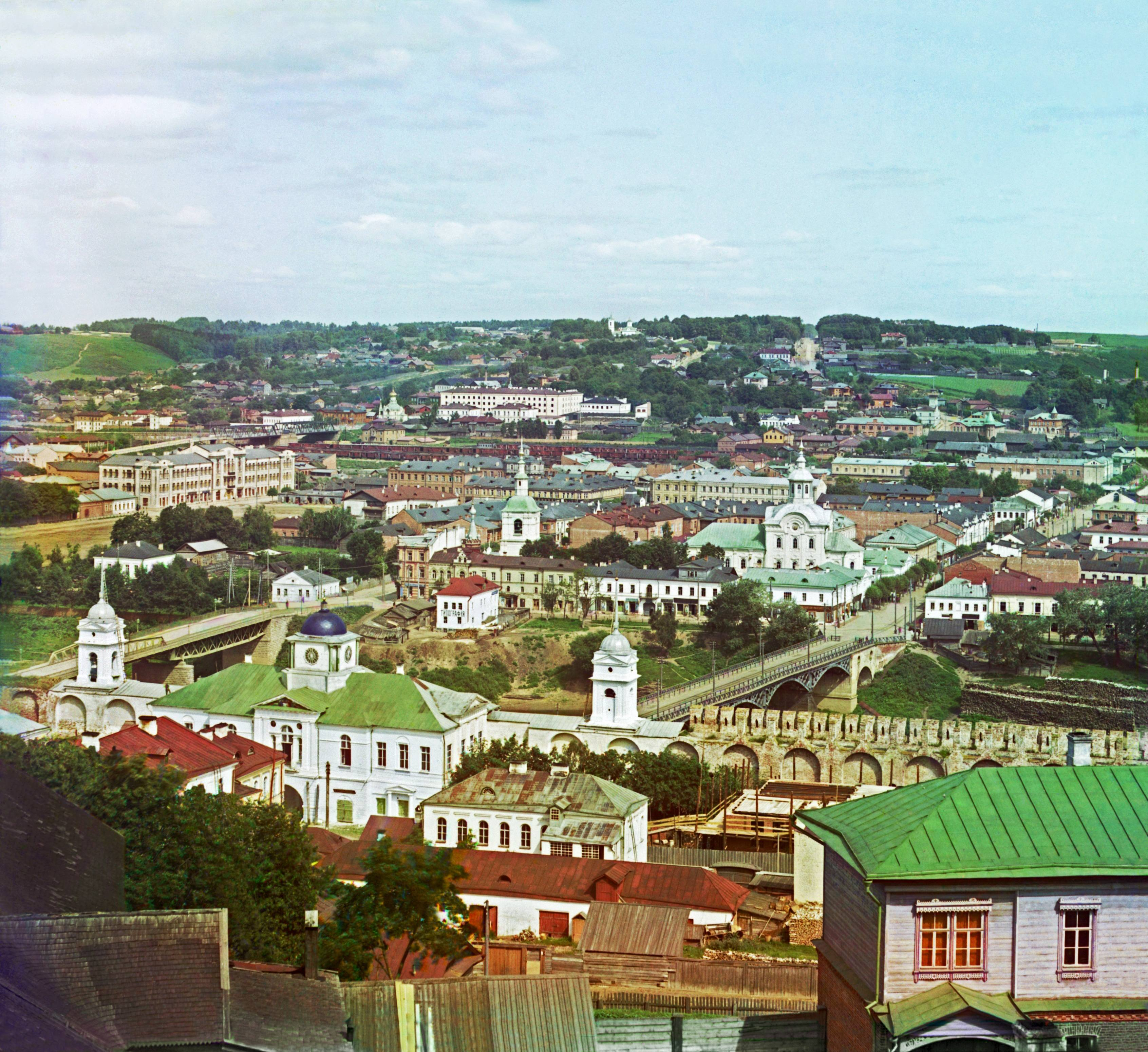
Smolensk en 1912, photographie par Sergueï Prokoudine-Gorski.

En 1404, la région de Smolensk tomba sous la domination du grand-duché de Lituanie, puis de la république des Deux Nations. L'expansion de la Moscovie vers l'ouest amena de nombreux conflits avec l'État polono-lituanien et souleva donc la question de Smolensk. En 1667, la ville redevint russe, puis accéda au rang de ville-siège du gouvernement de Smolensk en 1708. 
En 1764, Catherine II donna des instructions pour la russification de l'Ukraine, de Smolensk (alors la ville était habitée principalement par des Biélorusses), des États baltes et de la Finlande . Cette politique consistait en la destruction de bâtiments sacrés, la restriction de l'usage de la langue biélorusse, l'arrestation d'hommes politiques locaux et leur remplacement par des Russes ,,.
En 1812, Napoléon la conquit sur le chemin de Moscou.
En 1918, Smolensk fut attribuée à la Biélorussie ; en 1919 la république socialiste soviétique de Biélorussie fut fondée, avec Smolensk pour capitale. Pendant la Seconde Guerre mondiale, elle fut également très disputée. Pendant la bataille de Smolensk de l'été 1941, la ville fut occupée et presque complètement détruite. Des milliers d'habitants furent tués ou emmenés au travail obligatoire en Allemagne. Au printemps 1943, elle fut reconquise par l'Armée rouge (seconde bataille de Smolensk) et intégrée à la république socialiste fédérative soviétique de Russie. Une partie de la ville fut ensuite reconstruite à l'identique. La ville a obtenu la distinction de ville héros de l'Union soviétique.
C'est près de cette ville et de la base aérienne de Smolensk que s'écrasa en 2010, l'avion transportant plusieurs personnalités politiques, sociales, religieuses et militaires polonaises, dont le président Lech Kaczynski.

## Population et société

### Démographie
Recensements ou estimations de la population
| 1811   | 1840   | 1856  | 1863   | 1897*  | 1913   | 1926*  |
| ------ | ------ | ----- | ------ | ------ | ------ | ------ |
| 12 400 | 11 000 | 9 200 | 23 100 | 46 699 | 73 100 | 73 109 |

| 1939*   | 1959*   | 1970*   | 1979*   | 1989*   | 2002*   | 2010*   |
| ------- | ------- | ------- | ------- | ------- | ------- | ------- |
| 156 884 | 147 196 | 210 779 | 276 402 | 341 483 | 325 137 | 326 861 |

| 2015    | 2016    | 2017    | 2018    | 2019    | 2020    | 2021    |
| ------- | ------- | ------- | ------- | ------- | ------- | ------- |
| 330 049 | 328 906 | 329 853 | 330 025 | 329 427 | 325 495 | 320 170 |

### Sports
À partir de 1992, la ville a abrité le club de football du Kristall Smolensk, qui disparaît en 2004 avant d'être remplacé dans la foulée par le Dniepr Smolensk, qui évolue depuis 2009 en troisième division russe.

## Économie et transport
Aujourd'hui Smolensk est un point important de correspondance de chemin de fer sur la voie Varsovie – Minsk – Smolensk – Moscou ; Smolensk – Vitebsk – Riga et Smolensk – Saint-Pétersbourg. C'est également un centre commercial, culturel et d'enseignement. Elle est également une ville de production de corde, de construction de machines et d'industrie alimentaire, l'usine aéronautique de Smolensk. Une centrale nucléaire opérationnelle avec trois réacteurs RBMK se trouve à Smolensk.
Smolensk possède un aéroport au sud de la ville, et une base aérienne au nord.

## Culture locale et patrimoine

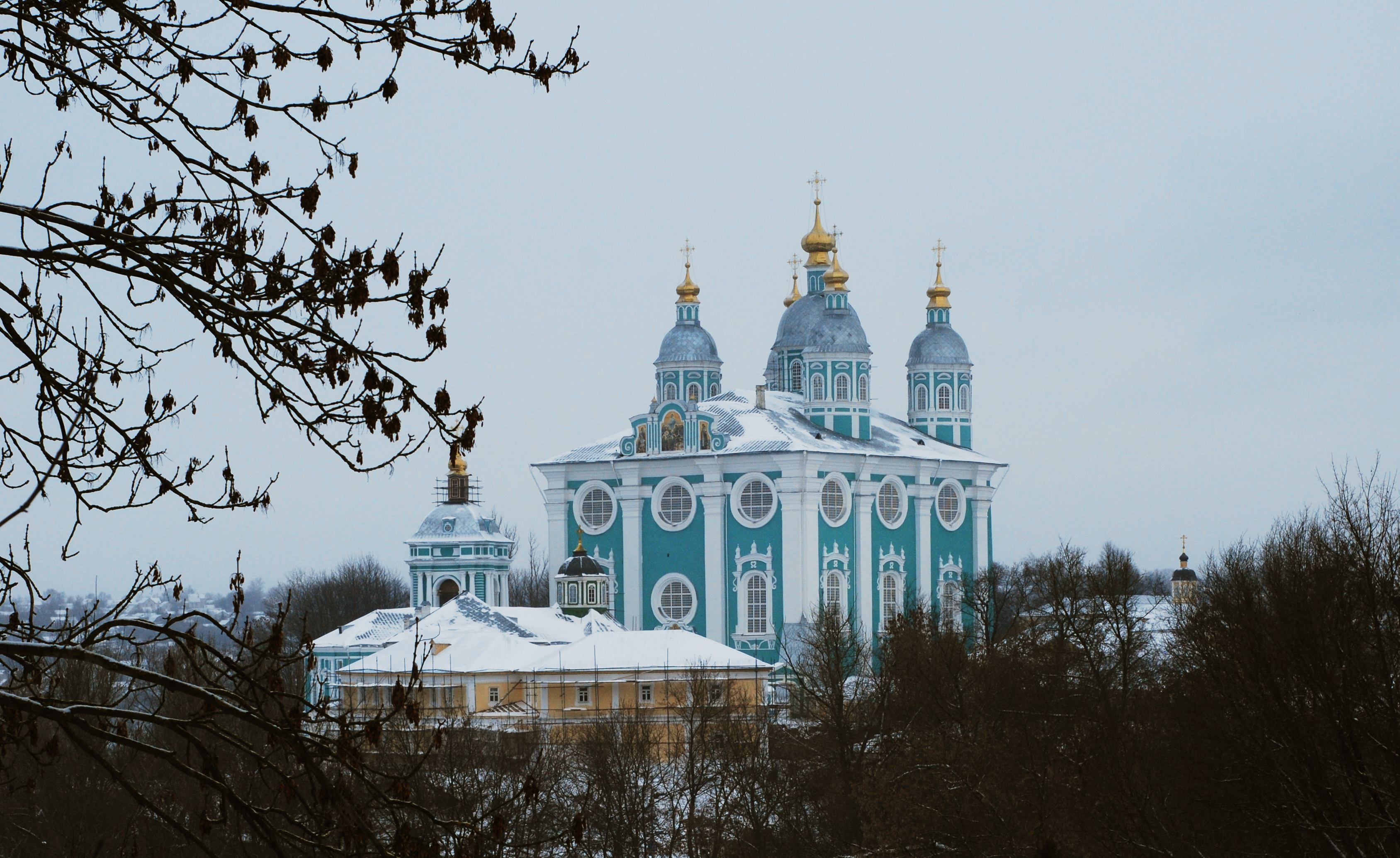
Vue de la cathédrale de l'Assomption qui domine la ville.

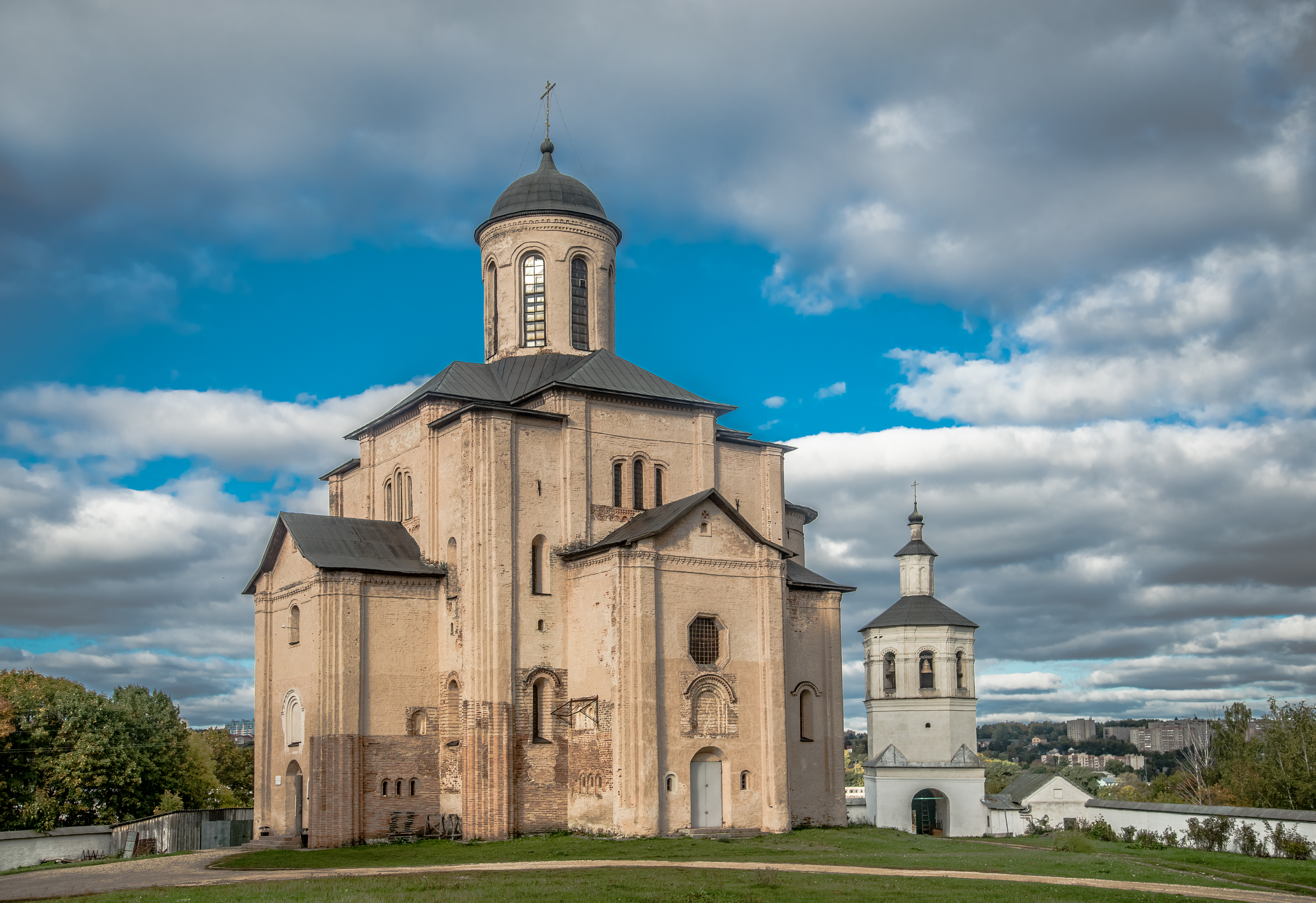
Église Saint-Michel-Archange (Smolensk).

### Architecture sacrée
Dès 1140, la Principauté de Smolensk devient indépendante de Kiev. La ville de Smolensk devient alors un grand centre architectural au cours des XIIe siècle et surtout du XIIIe siècle.Une vingtaine d'églises et de terems y seront bâtis c'est-à-dire presque autant qu'à Kiev et Novgorod.
La ville abrite, dans la cathédrale de l'Assomption, une des icônes de l'Orthodoxie parmi les plus vénérées de Russie, dite en français Notre-Dame de Smolensk. On peut visiter le mur de fortification (1596-1602) qui entoure la vieille ville, la cathédrale de l'Assomption (1677-1679), avec ses ravissants murs de couleur verte, le siège du diocèse de Smolensk et de Kaliningrad.
Trois édifices datent  du XIIe siècle et sont des édifices de l'époque pré-mongole de la Rus. Ce sont :
- l'église Saints-Pierre-et-Paul-sur-Gorodianka,
- l'église Saint-Michel-Archange,
- l' église Saint-Jean l'Évangéliste datent  du XIIe siècle. Ce sont toutes des édifices de l'époque pré-mongole de la Rus.

L'ancienne église catholique de l'Immaculée-Conception est un bon exemple d'architecture néogothique, mais dans un état pitoyable[réf. nécessaire].

### Architecture civile
Les bâtiments administratifs et le théâtre-opéra sont de bons exemples de l'architecture soviétique. L'opéra ouvert en 1780 est un des plus anciens.

### Architecture militaire

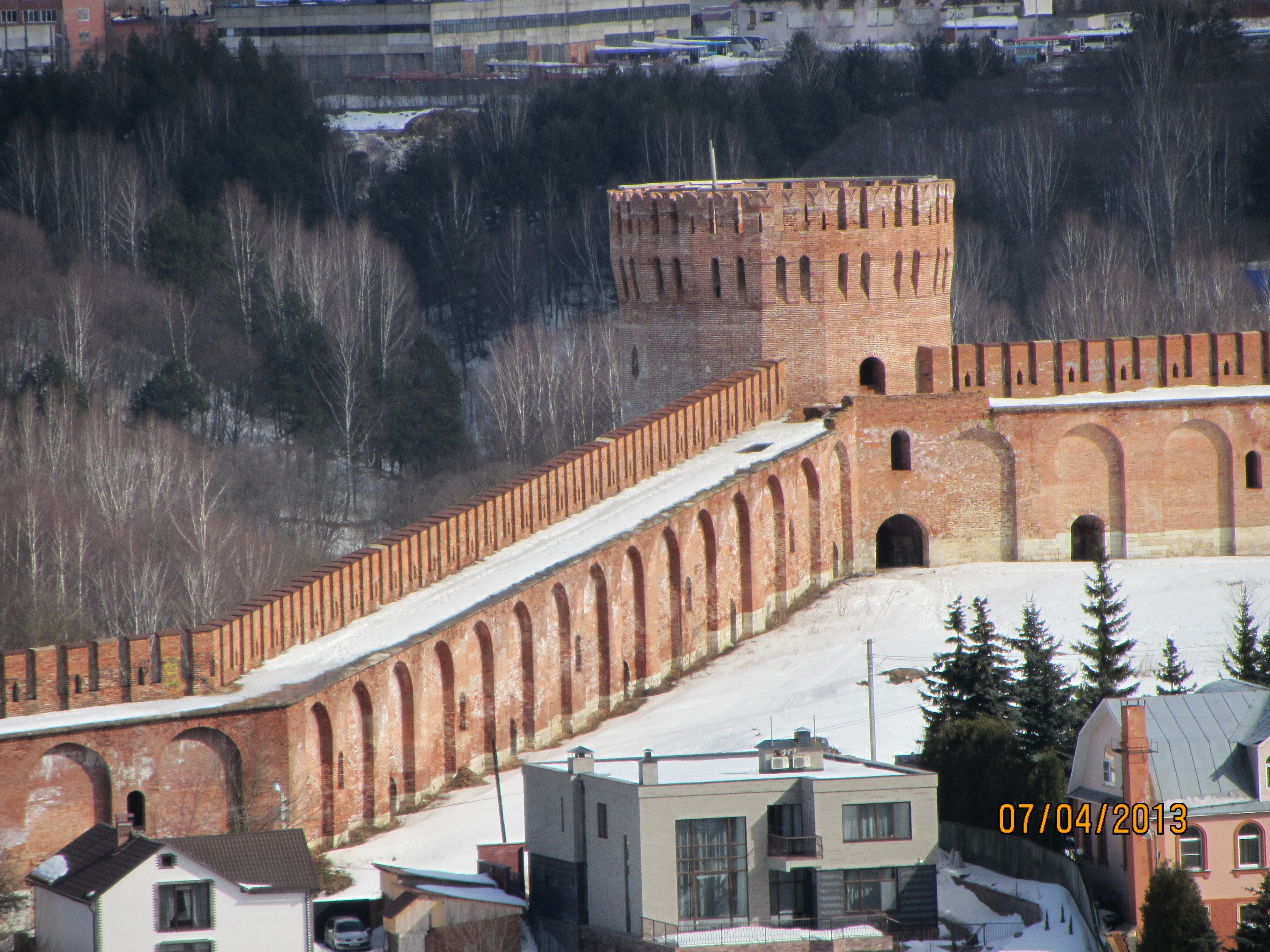
Tour de l'aigle de la forteresse.

La forteresse de Smolensk apparaît au IXe siècle sur le haut cours du Dniepr.
Les fortifications encore présentes aujourd'hui à Smolensk datent de 1596-1600 et viennent couronner l'œuvre architecturale militaire du seizième siècle. Les murailles sont hautes de 14 mètres et longues de 6,5 kilomètres. Les différentes tours sont remarquables par leurs proportions et leur décor raffiné.

### Musées
La ville possède plusieurs musées, dont le musée d'art et le musée de l'association des peintres de Russie. Le 9 février 2006, le musée de l'Ermitage de Saint-Pétersbourg a ouvert une dépendance dans cette ville. Il existe un musée de l'histoire de la ville intéressant, avec une section sur les Français de la division Normandie-Niémen.

### Lieux et monuments
- La Fleur flambée (« Опалённый цветок »), le monument aux enfants victimes des camps de concentration, se trouve au parc des Pionniers, près de la place de la Victoire. Inauguré en 2005.
- Le monument aux défenseurs de Smolensk de 1812, célébrant la bataille de Smolensk. Inauguré en 1842, il se trouve au jardin Lopatinski.
- Statue de Tvardovsky et Vassili Tiorkine sur la place de la Victoire. Inaugurée en 1995.
- Statue de Mikhaïl Koutouzov inaugurée le 20 juin 1954 près de la cathédrale de la Dormition de Smolensk, rue Bolchaïa Sovetskaïa.
- Statue de Lénine en granit rouge se trouve sur la place Lénine, devant la Maison des Soviets. Inaugurée en 1967, pour le cinquantième anniversaire de la révolution d'Octobre.
- Sculpture de cerf en bronze du jardin Blonie, l'œuvre de Richard Friese (de). Trophée de guerre de 1945.

### Personnalités liées à Smolensk
- Alexandre Beliaev (1884-1942), auteur de science-fiction russe, né à Smolensk
- Mikhaïl Glinka (1804-1857), musicien russe, né dans le gouvernement de Smolensk
- Eduard Khil (1934-2012), chanteur russe, né à Smolensk
- Sergueï Konionkov (1874-1971), sculpteur soviétique russe
- Olga Kouzenkova (1970), athlète olympique
- Grégori Maximoff (1893-1950), anarchiste russe, né près de Smolensk
- Nicolas du Japon (1836-1912), saint orthodoxe russe, apôtre du Japon
- Andreï Tikhonov (1906-1993), mathématicien soviétique russe, né près de Smolensk
- Anatoli Tsikounov, 1933-1991, publiciste.
- Alexandre Tvardovski (1910-1971), écrivain soviétique russe, né dans le gouvernement de Smolensk
- Boris Vassiliev (1924-2013), écrivain russe, né à Smolensk
- Tatiana Iablonskaïa (1917-2005),  artiste peintre

## Jumelages

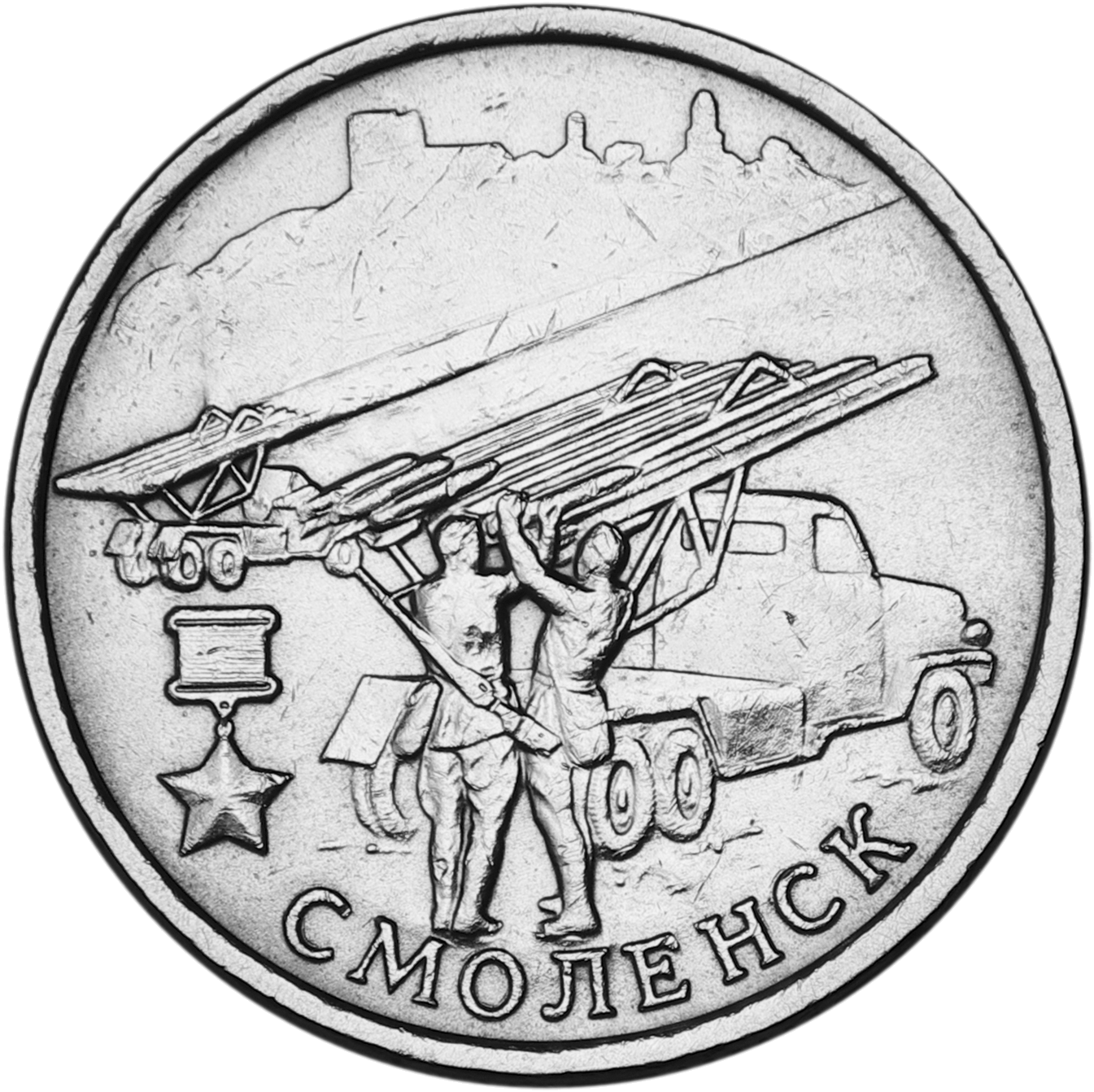
Pièce de 2 roubles dédiée à Smolensk (2000).

Smolensk est jumelée avec :
- Tulle (France) depuis 1981 ;
- Hagen (Allemagne) depuis 1985 ;
- Colorado Springs (États-Unis) depuis 1993.

## Sources
- (de) Cet article est partiellement ou en totalité issu de l’article de Wikipédia en allemand intitulé « Smolensk » (voir la liste des auteurs).